# وو مین ترونگ
وو مین ترونگ (انگلیسی: Võ Minh Trọng؛ زادهٔ ۲۴ اکتبر ۲۰۰۱) بازیکن فوتبال اهل ویتنام است.
وی همچنین در تیم‌های ملی فوتبال زیر ۲۳ سال ویتنام، و ویتنام بازی کرده‌است.